# رامنا
رامنا (به لاتین: Ramena) یک منطقهٔ مسکونی در ماداگاسکار است که در آنتسینانا دوم واقع شده‌است. رامنا ۱۰۵ کیلومتر مربع مساحت و ۱۱٬۵۲۱ نفر جمعیت دارد و ۴۴ متر بالاتر از سطح دریا واقع شده‌است.